# 瓦杜茲主教座堂
瓦杜茲主教座堂（德語：St. Florinskirche in Vaduz）是位於列支敦士登首都瓦杜茲的一座羅馬天主教的主教座堂，也是天主教瓦都茲總教區的主教座堂。教堂是一座新哥特式建築，修建於1874年。

## 图片

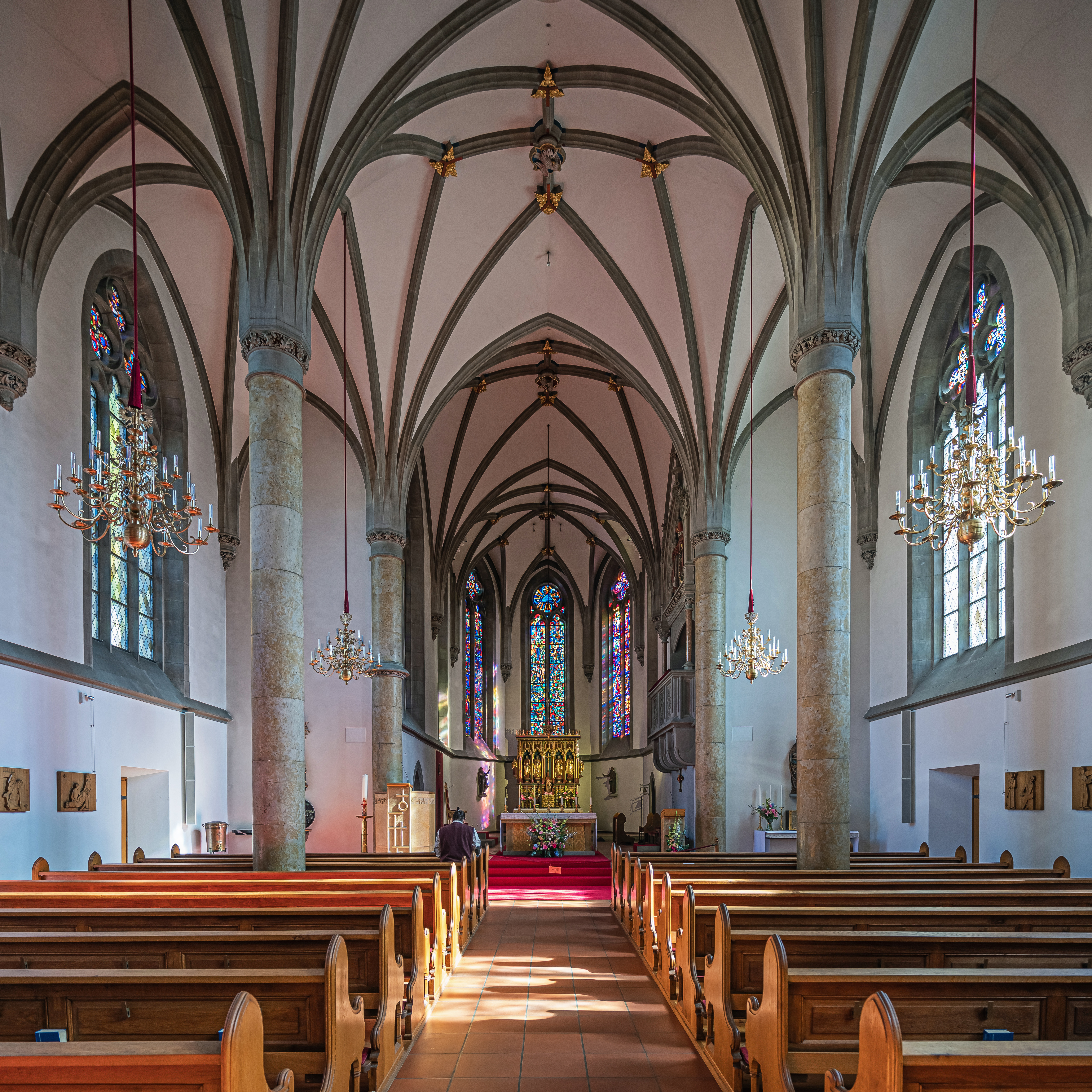
瓦杜兹大教堂的教堂中殿和合唱团
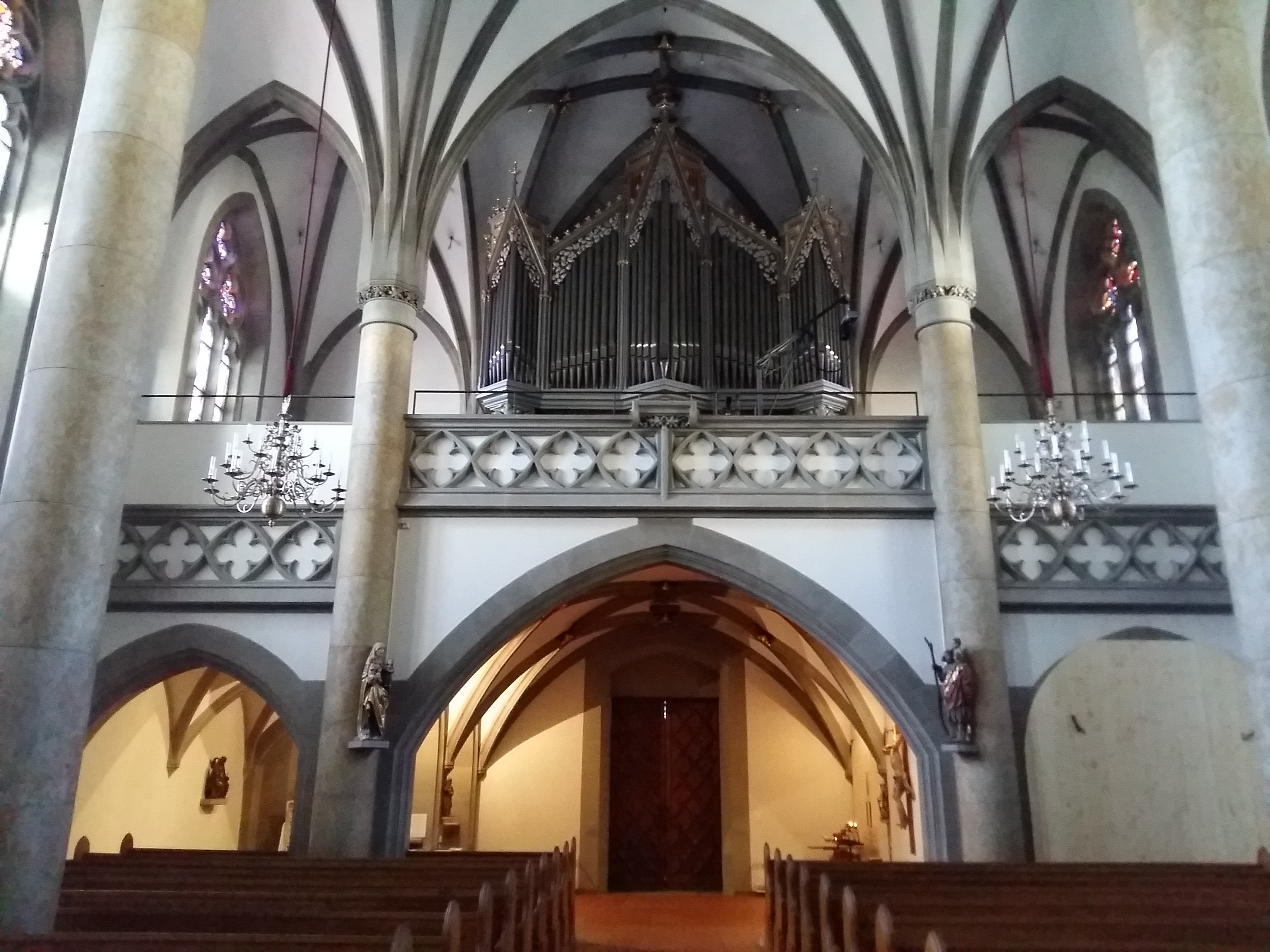
门户和管风琴

## 外部連結
- （德文） Pfarrei St. Florin auf der Internetpräsenz des Erzbistums Vaduz
- （德文） Kirche St. Florin auf der Internetpräsenz der Gemeinde Vaduz （页面存档备份，存于）